# سالی فیس
سالی فیس (به انگلیسی: Sally Face) یک بازی در سبک ماجراجویی و مستقل با عناصر وحشت روانشناختی و داستان معمایی می‌باشد که توسط استیو گبری که با نام پرتابل موس نیز شناخته می‌شود، ساخته شده‌است. داستان بازی شخصیت اصلی، سال فیشر (که با نام سالی فیس هم شناخته می‌شود)، پسری با صورتی جانهشتی را دنبال می‌کند که به‌همراه دوستانش به حل قتل‌های محلی می‌پردازد. این بازی متشکل از ۵ قسمت بوده‌است که بین سال‌های ۲۰۱۶ تا ۲۰۱۹ منتشر شده‌اند. همچنین سالی فیس در سال ۲۰۲۱ بر روی نینتندو سوئیچ و بعداً در سال ۲۰۲۲ برای پلی‌استیشن ۴ و ایکس‌باکس وان منتشر گردید.